# Glory and Gore
«Glory and Gore» (с англ. — «Триумф и кровь») — песня новозеландской певицы Лорд с дебютного студийного альбома Pure Heroine. Написана Лорд в сотрудничестве с продюсером Джоэлом Литтлом. Композиция была издана 11 марта 2014 года лейблом Universal Music Group в качестве пятого сингла в поддержку альбома.

## История
«Glory and Gore» впервые появилась на американских радиостанциях рок-музыки, где была запущена 11 марта 2014 года лейблами Lava Records и Republic Records в качестве четвёртого в США сингла с Pure Heroine, вслед за «Royals», «Team» и «No Better».
Песня была написана Лорд в сотрудничестве с продюсером Джоэлом Литтлом, который провёл записи в его студии Golden Age Studios в Морнингсайд, Окленд (Новая Зеландия).

## Реакция критиков
«Glory and Gore» получил положительные отзывы музыкальных критиков и интернет-изданий, например таких как The 405, Billboard, Consequence of Sound, Pitchfork, musicOMH.

## Коммерческий успех
Вслед за релизом альбома Pure Heroine, сингл «Glory and Gore» дебютировал на позиции № 17 в чарте New Zealand Artists Singles Chart 7 октября 2013 года. Песня появилась в американском чарте Billboard Hot 100 на позиции № 88 в неделю с 8 марта 2014 года с тиражом около 32,000 копий. Через неделю «Glory and Gore» было продано ещё 47,000 копий (рост на 46 %) и сингл стал главным событием Hot 100 — цифровым взлётом недели (Hot 100’s «Digital Gainer»), так как сразу поднялся на позицию № 68 в чарте. Песня достигла позиции № 30 в американском цифровом чарте Digital Songs, позиции № 17 в альтернативном рок-чарте Alternative Songs и позиции № 9 в основном рок-чарте Hot Rock Songs. К апрелю 2014 года, тираж «Glory and Gore» составил 307,000 цифровых загрузок в США.

## Концертное исполнение
24 сентября 2013 года Лорд исполнила трек в числе других в театре The Fonda Theatre
в Лос-Анджелесе (Калифорния, США). 3 октября 2013 года Лорд исполнила песню во время концерта на Warsaw Venue в Бруклине вместе с другими песнями с альбома. Лорд исполнила песню «Glory and Gore» в парке Silo Park (Окленд, Новая Зеландия) 29 января 2014 года как часть её шоу 2014 года на фестивале Laneway Festival. В 2014 году Лорд открыла своё вступление этой песнью на Roseland Ballroom и её выступление на фестивале «Коачелла», а также представила её на фестивале Lollapalooza в Сан-Пауло (Бразилия) и в Буэнос-Айресе (Аргентина).

## Чарты

### Еженедельные чарты
| Чарт (2013—14)                                  | Высшая позиция |
| ----------------------------------------------- | -------------- |
| Australia (ARIA)                                | 100            |
| Canada Hot Digital Songs (Billboard)            | 75             |
| Canada Rock (Billboard)                         | 36             |
| New Zealand Artists Singles (Recorded Music NZ) | 17             |
| US Billboard Hot 100                            | 68             |
| US Hot Rock Songs (Billboard)                   | 9              |

### Годовые итоговые чарты
| Чарт (2014)                       | Высшая позиция |
| --------------------------------- | -------------- |
| США US Hot Rock Songs (Billboard) | 30             |

## История релиза
| Регион | Дата          | Формат                  | Лейблы        | Ссылки |
| ------ | ------------- | ----------------------- | ------------- | ------ |
| США    | 11 марта 2014 | Modern rock             | Lava Republic | [ 2 ]  |
| США    | 7 апреля 2014 | Adult album alternative | Lava Republic | [ 27 ] |